# Plavecký Štvrtok
Plavecký Štvrtok (węg. Detrekőcsütörtök) – wieś i gmina (obec) w powiecie Malacky, w kraju bratysławskim na Słowacji. Leży na południu środkowej części Niziny Zahorskiej, na terasie rzeki Morawy.
W 2011 roku populacja wsi wynosiła 2316 osób, 96,9% mieszkańców podało narodowość słowacką.

## Historia
Pierwsza pisemna wzmianka o miejscowości pochodzi z 1206, wymieniona jest w niej pod nazwą Cheturtuchyel. Osada powstała jednak dużo wcześniej, prawdopodobnie w XI lub XII wieku. W 1217 wzmiankowana jako Cheturhuc, w 1231 – Coturtukhel, w 1400 – Chtwerthek, w 1773 – Stwertekk, w 1808 – Plavecký Sstwrtek, po węgiersku Detrekőcsütörtök, po niemiecku Zankendorf. W 1720 wieś miała 3 młyny i 61 podatników. Ludność zajmowała się rolnictwem, wyrobem narzędzi drewnianych, w XIX w. także rzemiosłem. W 1828 wieś miała 154 domy i 1110 mieszkańców.

## Zabytki
- Kościół rzymskokatolicki z XIV w., pierwotnie gotycki, nowe sklepienie z XVII w., przebudowany w XIX w.[11]